# Еник тип A1
Еник тип A1 (фр. Unic Type A1) аутомобил произведен фебруара 1905. године од стране француског произвођача аутомобила Еник. 